# 边西道
边西道，1913年3月，以清朝末年边北道区域置，屬四川省。
治所在昌都县（今属西藏自治區）。属四川省。辖昌都、德荣縣、武成縣、宁静縣、察雅縣、贡县、察隅縣、科麦縣、恩达縣、邓柯縣、石渠縣、白玉縣、德化縣、同普縣、嘉黎縣、硕督縣、太昭縣17县。辖区约当今西藏自治区巴青、比如、嘉黎、工布江达縣、朗县、墨脱縣等县以东，四川省石渠、邓柯、德格、白玉、得荣等县以西地区。1914年废。